# Temporada 1982-83 de los Cleveland Cavaliers
La temporada 1982-83 fue la decimotercera de los Cleveland Cavaliers en la NBA. La temporada regular acabó con 23 victorias y 59 derrotas, ocupando el décimo puesto de la conferencia Este, no logrando clasificarse para los playoffs.

## Elecciones en elDraft
| Ronda | Puesto | Jugador        | Posición  | Nacionalidad   | Universidad    |
| ----- | ------ | -------------- | --------- | -------------- | -------------- |
| 1     | 12     | John Bagley    | Base      | Estados Unidos | Boston College |
| 2     | 28     | Dave Magley    | Ala-Pívot | Estados Unidos | Kansas         |
| 3     | 47     | Michael Wilson | Base      | Estados Unidos | Marquette      |

## Temporada regular
| División Central    | División Central | División Central | División Central | División Central | División Central | División Central | División Central | División Central |
| Equipo              | G                | P                | %                | PD               | Casa             | Fuera            | Div              |                  |
| ------------------- | ---------------- | ---------------- | ---------------- | ---------------- | ---------------- | ---------------- | ---------------- | ---------------- |
| y-Milwaukee Bucks   | 51               | 31               | .622             | –                | 31–10            | 20–21            | 22–7             |                  |
| x-Atlanta Hawks     | 43               | 39               | .524             | 8                | 26–15            | 17–24            | 21–8             |                  |
| Detroit Pistons     | 37               | 45               | .451             | 14               | 23–18            | 14–27            | 19–11            |                  |
| Chicago Bulls       | 28               | 54               | .341             | 23               | 18–23            | 10–31            | 13–17            |                  |
| Cleveland Cavaliers | 23               | 59               | .280             | 28               | 15–26            | 8–33             | 8–22             |                  |
| Indiana Pacers      | 20               | 62               | .244             | 31               | 14–27            | 6–35             | 6–24             |                  |

## Estadísticas
| Rk | Jugador        | Edad | P  | PT | MP   | TC  | TCI  | %TC  | T3  | T3I | %T3  | TL  | TLI | %TL  | RO  | RD  | RT   | AS  | RB  | TAP | BP  | FP  | PTS  |
| -- | -------------- | ---- | -- | -- | ---- | --- | ---- | ---- | --- | --- | ---- | --- | --- | ---- | --- | --- | ---- | --- | --- | --- | --- | --- | ---- |
| 1  | Scott Wedman   | 30   | 35 | 35 | 36.9 | 8.0 | 16.7 | .480 | 0.3 | 0.6 | .409 | 1.9 | 2.2 | .844 | 2.0 | 4.0 | 5.9  | 2.5 | 0.7 | 0.3 | 2.7 | 4.1 | 18.1 |
| 2  | World B. Free  | 29   | 54 | 51 | 35.9 | 9.0 | 19.6 | .458 | 0.3 | 0.8 | .357 | 6.0 | 8.0 | .747 | 1.3 | 1.6 | 2.9  | 3.7 | 1.5 | 0.2 | 2.9 | 3.2 | 24.2 |
| 3  | Geoff Huston   | 25   | 80 | 79 | 34.0 | 5.0 | 10.4 | .482 | 0.1 | 0.2 | .333 | 2.1 | 3.1 | .686 | 0.5 | 1.5 | 2.0  | 6.1 | 0.9 | 0.1 | 2.4 | 2.7 | 12.2 |
| 4  | Cliff Robinson | 22   | 77 | 75 | 33.8 | 7.6 | 16.0 | .477 | 0.0 | 0.1 | .000 | 2.8 | 3.9 | .708 | 2.5 | 8.6 | 11.1 | 1.9 | 0.8 | 0.8 | 2.9 | 3.5 | 18.0 |
| 5  | Ron Brewer     | 27   | 21 | 18 | 26.8 | 4.7 | 11.7 | .400 | 0.0 | 0.1 | .000 | 2.1 | 2.4 | .863 | 0.4 | 1.3 | 1.8  | 1.3 | 1.0 | 0.3 | 1.2 | 1.3 | 11.4 |
| 6  | Jeff Cook      | 26   | 30 | 20 | 26.1 | 2.9 | 5.4  | .537 | 0.0 | 0.0 | .000 | 1.3 | 1.7 | .760 | 2.5 | 4.4 | 6.9  | 1.5 | 0.9 | 0.6 | 1.6 | 3.1 | 7.1  |
| 7  | James Edwards  | 27   | 15 | 8  | 25.5 | 4.9 | 10.0 | .487 | 0.0 | 0.0 |      | 2.5 | 4.1 | .623 | 2.5 | 3.9 | 6.4  | 0.9 | 0.5 | 0.9 | 2.0 | 4.1 | 12.3 |
| 8  | Phil Hubbard   | 26   | 82 | 38 | 23.8 | 3.5 | 7.3  | .482 | 0.0 | 0.0 | .000 | 2.5 | 3.6 | .689 | 2.7 | 3.0 | 5.7  | 1.1 | 1.1 | 0.1 | 1.9 | 3.3 | 9.5  |
| 9  | Paul Mokeski   | 26   | 23 | 18 | 23.4 | 2.4 | 5.3  | .455 | 0.0 | 0.0 |      | 0.7 | 1.1 | .615 | 2.0 | 4.0 | 6.0  | 1.1 | 0.5 | 1.0 | 1.2 | 3.7 | 5.5  |
| 10 | Bob Wilkerson  | 28   | 77 | 11 | 22.1 | 2.8 | 6.6  | .417 | 0.0 | 0.1 | .000 | 1.2 | 1.6 | .750 | 0.8 | 2.3 | 3.1  | 2.5 | 0.9 | 0.2 | 2.1 | 2.0 | 6.7  |
| 11 | Sam Lacey      | 34   | 60 | 33 | 20.5 | 1.9 | 4.4  | .420 | 0.0 | 0.2 | .222 | 0.5 | 0.6 | .784 | 1.0 | 2.8 | 3.9  | 2.0 | 0.5 | 0.4 | 1.6 | 3.5 | 4.2  |
| 12 | Larry Kenon    | 30   | 32 | 7  | 19.5 | 3.1 | 6.6  | .472 | 0.0 | 0.0 | .000 | 1.1 | 1.4 | .761 | 1.6 | 2.0 | 3.7  | 1.1 | 0.7 | 0.3 | 1.2 | 1.5 | 7.3  |
| 13 | Carl Nicks     | 24   | 9  | 2  | 16.4 | 2.9 | 6.6  | .441 | 0.0 | 0.1 | .000 | 1.2 | 1.9 | .647 | 0.9 | 2.0 | 2.9  | 1.2 | 0.7 | 0.0 | 1.2 | 1.9 | 7.0  |
| 14 | Steve Hayes    | 27   | 65 | 3  | 16.3 | 1.6 | 3.3  | .479 | 0.0 | 0.0 | .000 | 0.4 | 0.8 | .569 | 1.6 | 2.1 | 3.6  | 0.6 | 0.3 | 0.6 | 0.8 | 3.3 | 3.6  |
| 15 | John Bagley    | 22   | 68 | 3  | 14.6 | 2.4 | 5.5  | .432 | 0.0 | 0.2 | .000 | 0.9 | 1.2 | .762 | 0.3 | 1.2 | 1.4  | 2.5 | 0.8 | 0.1 | 1.7 | 1.1 | 5.7  |
| 16 | Bruce Flowers  | 25   | 53 | 5  | 13.2 | 2.1 | 3.9  | .534 | 0.0 | 0.0 | .000 | 0.8 | 1.0 | .774 | 1.3 | 2.1 | 3.4  | 0.9 | 0.4 | 0.2 | 0.8 | 1.9 | 4.9  |
| 17 | Darren Tillis  | 22   | 37 | 4  | 13.0 | 1.9 | 4.3  | .437 | 0.0 | 0.0 |      | 0.4 | 0.6 | .636 | 1.0 | 2.3 | 3.3  | 0.4 | 0.2 | 0.8 | 0.5 | 1.8 | 4.1  |
| 18 | Dave Magley    | 23   | 14 | 0  | 4.0  | 0.3 | 1.1  | .250 | 0.0 | 0.1 | .000 | 0.3 | 0.6 | .500 | 0.1 | 0.6 | 0.7  | 0.1 | 0.1 | 0.0 | 0.1 | 0.4 | 0.9  |